# Ludger Santen
Ludger Santen (* 1969 in Haren (Ems)) ist ein deutscher Physiker. Er ist Präsident der Universität des Saarlandes und Professor für Theoretische Physik.

## Vita
Santen schloss ein Studium in Physik an der Universität Köln im Jahr 1996 mit einem Diplom ab und promovierte im Anschluss auch dort. Nach einem zweijährigen Forschungsaufenthalt an der École normale supérieure in Paris wechselte Santen im Jahr 2001 an die Universität des Saarlandes, wo er zunächst eine Nachwuchsforschungsgruppe leitete und im April 2006 zum Professor für Theoretische Physik ernannt wurde. Von 2022 bis 2024 war Santen Dekan der Naturwissenschaftlich-Technischen Fakultät, bevor er im April 2024 als Nachfolger von Manfred Schmitt zum Präsidenten der Universität des Saarlandes wurde.